# Graeme Hunt

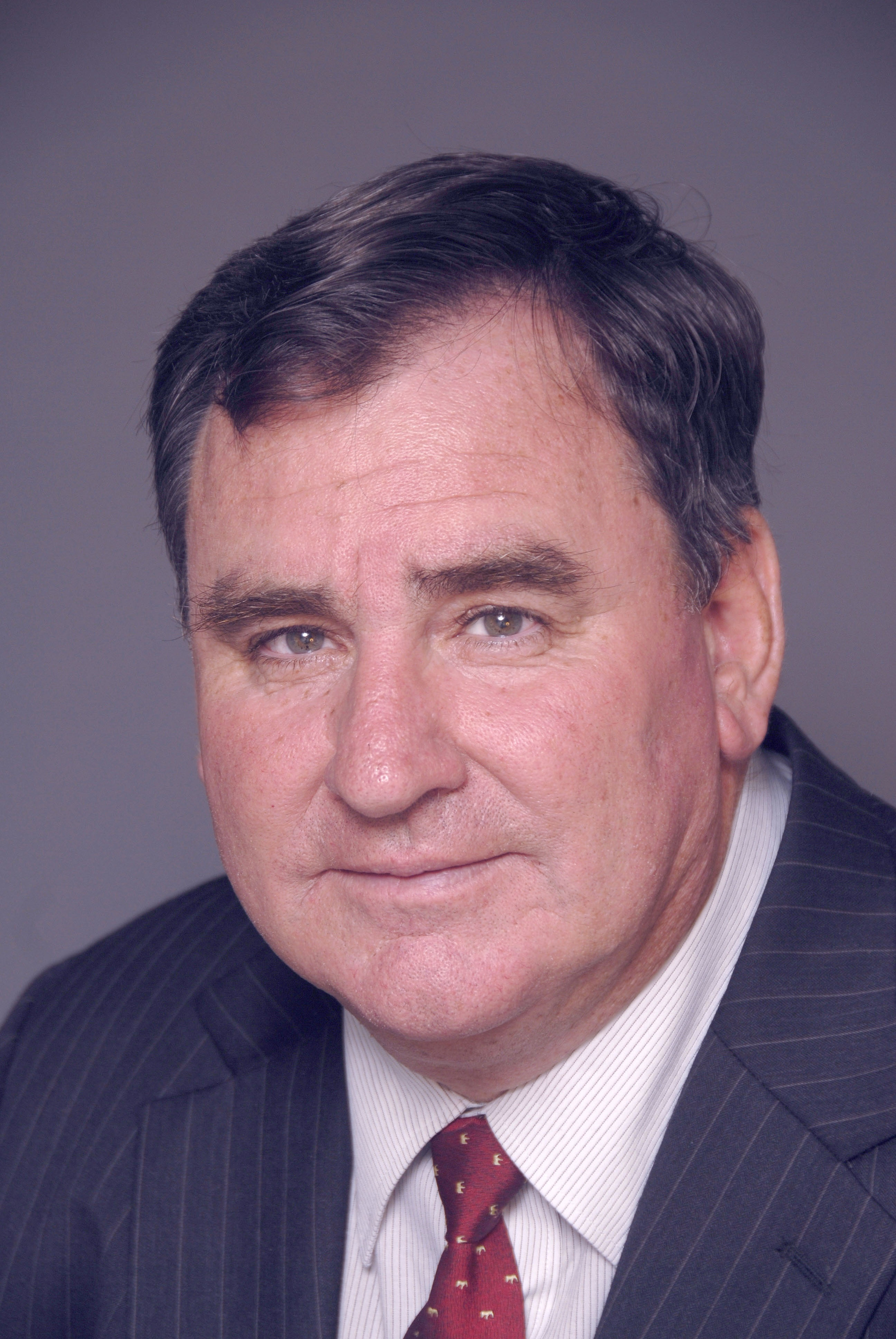

Graeme John Hunt (20 de setembro de 1952 - 22 de setembro de 2010) foi um jornalista, escritor e historiador neozelandês.